# Вівчарик-ковалик

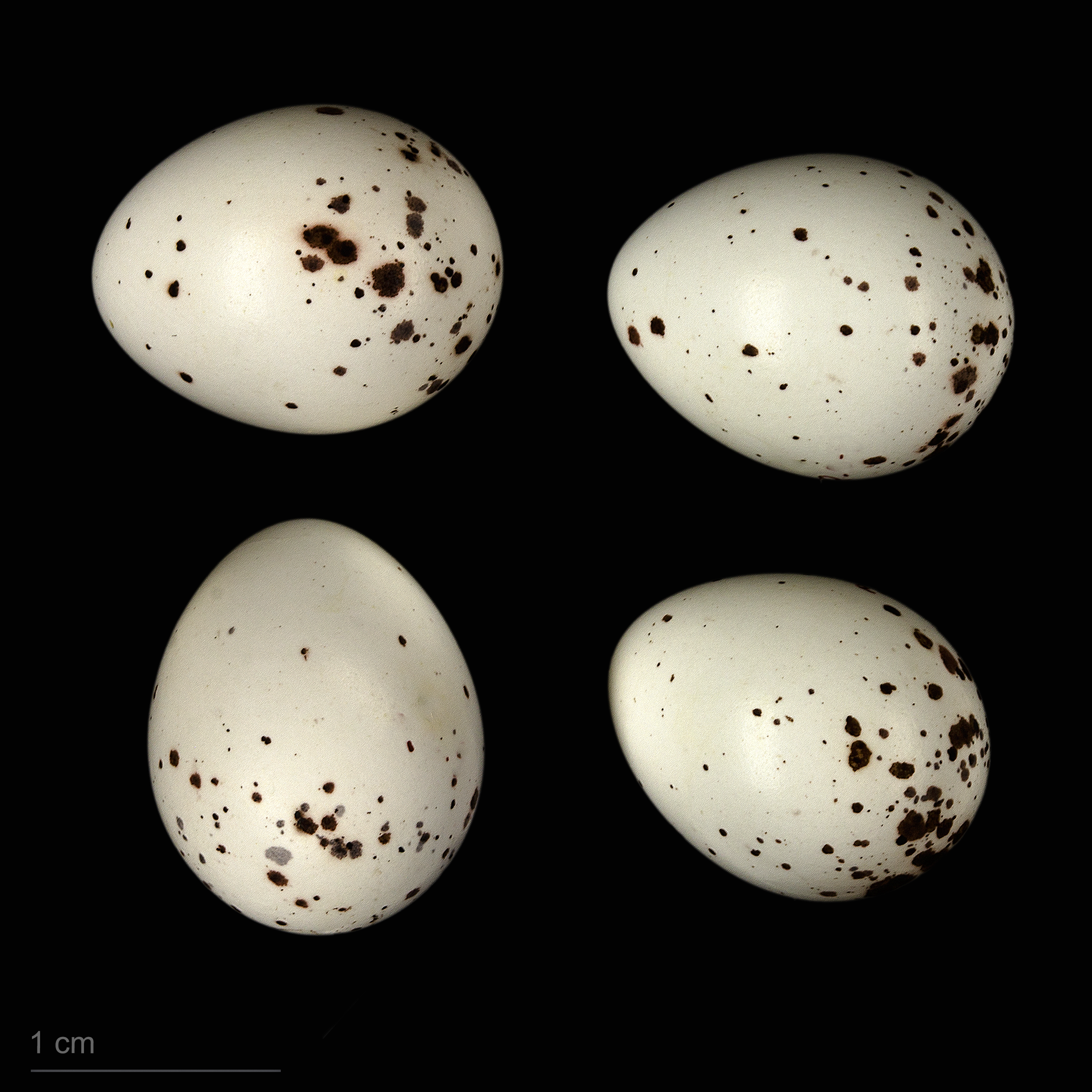
яйце Phylloscopus collybita collybita - Тулузький музей

Вівча́рик-кова́лик (Phylloscopus collybita) — невеликий птах родини кропив'янкових, поширений на значній частині території Старого Світу. В Україні гніздовий, перелітний

## Поширення
Вівчарик-ковалик гніздиться в лісових районах Європи і Північної Азії. На зиму більша частина птахів мігрує до півдня Європи, Південної Азії і Північної Африки. Широкий ареал та велике число птахів забезпечує виду статус «у безпеці», хоча мінімум один його підвид уже вимер.

## Зовнішній вигляд
Значно менший за горобця — маса тіла 7-9 г, довжина тіла біля 11 см. Зверху птах оливковий; над оком жовтувата «брова», іноді непомітна; низ сірувато-білий, з жовтим відтінком у особин першого року життя; махові і стернові пера бурі або сірувато-бурі, з оливковою облямівкою на зовнішніх частинах; дзьоб і ноги чорно-бурі.
За особливостями забарвлення оперення вид розділяють на велике число підвидів, деякі з яких інколи розглядають як окремі види.

## Гніздування
Гніздо будує самка на землі або на невеликі висоті від неї та бере на себе більшу частину догляду за пташенятами, тоді як самець захищає гніздову територію від суперників та хижаків. Гніздо розташовується серед відмерлого рослинного опаду. Воно може знаходитися на пеньку, в густому кущі, але, як і у вівчарика весняного, обов'язково поряд з відкритим світлим місцем. Матеріалом для влаштування гнізда є сухі трав'яні стебла, шматочки мохів, листя (пір'я використовується значно рідше, ніж у вівчарика весняного).
Гніздо має характерну для всіх вівчариків кольоподібну форму, його висота знаходиться в межах 90-140 мм, ширина 90-120 мм, діаметр льотного отвору — 35-40 мм, діаметр лотка — 50-70 мм.

## Живлення
Живиться переважно комахами, у свою чергу є здобиччю ссавців, наприклад куниць і котів, та хижих птахів, особливо яструбів.

## Охорона
Перебуває під охороною Бернської конвенції.